# Arrest Enka/Dupont
Het arrest Enka/Dupont (HR 29 maart 1985, NJ 1986/242) is een arrest van de Nederlandse Hoge Raad dat betrekking heeft op het voorlopig getuigenverhoor in het burgerlijk procesrecht.

## Casus
Dupont verdenkt concurrent Enka van inbreuk op haar octrooirecht en verzoekt de rechtbank om een voorlopig getuigenverhoor van drie werknemers van Enka. Enka wil voorkomen dat Dupont op deze manier toegang krijgt tot bedrijfsgeheimen.

## Procesgang
Middels een verzoekschrift heeft Dupont verzocht om een voorlopig getuigenverhoor van drie werknemers van Enka. De rechtbank heeft een rechter-commissaris benoemd bij beschikking van 6 februari 1984. De rechter-commissaris heeft geweigerd om over te gaan tot een voorlopig getuigenverhoor bij beschikking van 19 april 1984. Tegen de beschikking van 6 februari heeft Enka hoger beroep ingesteld alsmede cassatieberoep bij de Hoge Raad. Tegen de beschikking van 19 april heeft Dupont hoger beroep ingesteld.
Het cassatieberoep van Enka was ingesteld om redenen van proceseconomie. Het cassatieberoep is verworpen omdat nog hoger beroep openstond, maar tevens heeft de Hoge Raad antwoord gegeven op de rechtsvraag die aan de orde was. Daarna was de rechtsstrijd beslist; partijen hebben de hoger beroepen ingetrokken.

## Rechtsvraag
Krachtens artikel 878 Rv (thans 188 Rv) was geen hoger beroep mogelijk tegen een beschikking van de rechtbank om een voorlopig getuigenverhoor te houden. Kan Enka hoger beroep instellen tegen de beschikking van 6 februari 1984? (Ja.)

## Hoge Raad
De Hoge Raad overwoog:

3.2

Uitgangspunt bij de beantwoording van deze vraag moet zijn dat indien de wet, zoals te dezen art 878 Rv,
hogere voorziening van een beschikking gegeven krachtens een bepaald wetsartikel, niet toelaat ten einde –zoals hier–
iedere discussie uit te sluiten over de wijze waarop de rechter van zijn aan dat artikel ontleende bevoegdheden heeft gebruikgemaakt, dit nog niet meebrengt dat hogere voorzieningen evenmin is toegelaten voor zover wordt geklaagd dat het artikel ten onrechte dan wel met verzuim van essentiële vormen is toegepast, of ten onrechte buiten toepassing is gelaten.

3.3

Uit de bestreden beschikking van de Rb. blijkt niet dat Enka (...) op het verzoek is gehoord, althans daartoe vanwege de Rb. behoorlijk is opgeroepen, en evenmin dat een en ander ondoenlijk was uit hoofde van onverwijlde spoed.
Het moet er daarom voor worden gehouden dat de Rb., bij het nemen van haar beschikking een vorm heeft verzuimd die (...)
van essentiële betekenis is.
Die betekenis vloeit daaruit voort dat enerzijds het beginsel van 'hoor en wederhoor' behoort tot de fundamentele beginselen van het procesrecht en anderzijds het middel van het voorlopige getuigenverhoor zich leent voor misbruik, waartegen degene tegen wie dat middel wordt gebruikt zich moet kunnen verweren.